# Goldene Himbeere 1998
Die Goldene Himbeere 1998 (engl.: 18th Golden Raspberry Awards) wurde am 22. März 1998, dem Vorabend der Oscarverleihung, im Hollywood Roosevelt Hotel in Hollywood, Kalifornien verliehen.
Der Film Batman & Robin erhielt im Vorfeld der Veranstaltung insgesamt elf Nominierungen. Die meisten Goldenen Himbeeren (fünf) erhielt jedoch letztlich der Kevin-Costner-Film Postman.

## Preisträger und Nominierungen
Es folgt die komplette Liste der Preisträger und Nominierten.
| Kategorien                                                                | Nominierte | Nominierte |
| ------------------------------------------------------------------------- | --- | --- |
| Schlechtester Film                                                        | Steve Tisch · Kevin Costner                                                                                         | Kevin Costner, Steve Tisch und Jim Wilson – Postman (The Postman)                                                                       |
| Schlechtester Film                                                        | Steve Tisch · Kevin Costner                                                                                         | Jan de Bont, Steve Perry und Michael Peyser – Speed 2                                                                                   |
| Schlechtester Film                                                        | Steve Tisch · Kevin Costner                                                                                         | Verna Harrah, Carole Little und Leonard Rabinowitz – Anaconda                                                                           |
| Schlechtester Film                                                        | Steve Tisch · Kevin Costner                                                                                         | Peter MacGregor-Scott – Batman & Robin                                                                                                  |
| Schlechtester Film                                                        | Steve Tisch · Kevin Costner                                                                                         | Julius R. Nasso und Steven Seagal – Fire Down Below                                                                                     |
| Schlechtester Schauspieler                                                | Kevin Costner | Kevin Costner – Postman (The Postman)                                                                                                   |
| Schlechtester Schauspieler                                                | Kevin Costner | Val Kilmer – The Saint – Der Mann ohne Namen (The Saint)                                                                                |
| Schlechtester Schauspieler                                                | Kevin Costner | Shaquille O’Neal – Steel Man (Steel) |
| Schlechtester Schauspieler                                                | Kevin Costner | Steven Seagal – Fire Down Below |
| Schlechtester Schauspieler                                                | Kevin Costner | Jon Voight – Anaconda |
| Schlechteste Schauspielerin                                               | Demi Moore | Demi Moore – Die Akte Jane (G.I. Jane)                                                                                                  |
| Schlechteste Schauspielerin                                               | Demi Moore | Sandra Bullock – Speed 2 |
| Schlechteste Schauspielerin                                               | Demi Moore | Fran Drescher – Mein Liebling, der Tyrann (The Beautician and the Beast)                                                                |
| Schlechteste Schauspielerin                                               | Demi Moore | Lauren Holly – A Smile Like Yours – Kein Lächeln wie Deins (A Smile Like Yours) und Turbulence                                          |
| Schlechteste Schauspielerin                                               | Demi Moore | Alicia Silverstone – Ärger im Gepäck (Excess Baggage)                                                                                   |
| Schlechtester Nebendarsteller                                             | | Dennis Rodman – Double Team |
| Schlechtester Nebendarsteller                                             | Willem Dafoe – Speed 2                                                                                              | |
| Schlechtester Nebendarsteller                                             | Chris O’Donnell – Batman & Robin                                                                                    | |
| Schlechtester Nebendarsteller                                             | Arnold Schwarzenegger – Batman & Robin                                                                              | |
| Schlechtester Nebendarsteller                                             | Jon Voight – America’s Most Wanted (Most Wanted) und U-Turn – Kein Weg zurück (U Turn)                              | |
| Schlechteste Nebendarstellerin                                            | Alicia Silverstone                                                                                                  | Alicia Silverstone – Batman & Robin |
| Schlechteste Nebendarstellerin                                            | Alicia Silverstone                                                                                                  | Faye Dunaway – Albino Alligator |
| Schlechteste Nebendarstellerin                                            | Alicia Silverstone                                                                                                  | Milla Jovovich – Das fünfte Element (The Fifth Element)                                                                                 |
| Schlechteste Nebendarstellerin                                            | Alicia Silverstone                                                                                                  | Julia Louis-Dreyfus – Ein Vater zuviel (Fathers' Day)                                                                                   |
| Schlechteste Nebendarstellerin                                            | Alicia Silverstone                                                                                                  | Uma Thurman – Batman & Robin |
| Schlechteste Filmpaarung                                                  | Van DammeRodman | Dennis Rodman und Jean-Claude Van Damme – Double Team                                                                                   |
| Schlechteste Filmpaarung                                                  | Van DammeRodman | Sandra Bullock und Jason Patric – Speed 2                                                                                               |
| Schlechteste Filmpaarung                                                  | Van DammeRodman | George Clooney und Chris O’Donnell – Batman & Robin                                                                                     |
| Schlechteste Filmpaarung                                                  | Van DammeRodman | Steven Seagal und seine Gitarre – Fire Down Below                                                                                       |
| Schlechteste Filmpaarung                                                  | Van DammeRodman | Jon Voight und die animatronische Anaconda – Anaconda                                                                                   |
| Schlechteste Neuverfilmung oder Fortsetzung                               | | Jan de Bont, Steve Perry und Michael Peyser – Speed 2                                                                                   |
| Schlechteste Neuverfilmung oder Fortsetzung                               | Hilton Green und John Hughes – Wieder allein zu Haus (Home Alone 3)                                                 | |
| Schlechteste Neuverfilmung oder Fortsetzung                               | Kathleen Kennedy, Gerald R. Molen und Colin Wilson – Vergessene Welt: Jurassic Park (The Lost World: Jurassic Park) | |
| Schlechteste Neuverfilmung oder Fortsetzung                               | Peter MacGregor-Scott – Batman & Robin                                                                              | |
| Schlechteste Neuverfilmung oder Fortsetzung                               | Bill Sheinberg, Jonathan Sheinberg und Sid Sheinberg – McHale’s Navy                                                | |
| Schlechteste Regie                                                        | Kevin Costner | Kevin Costner – Postman (The Postman)                                                                                                   |
| Schlechteste Regie                                                        | Kevin Costner | Jan de Bont – Speed 2 |
| Schlechteste Regie                                                        | Kevin Costner | Luis Llosa – Anaconda |
| Schlechteste Regie                                                        | Kevin Costner | Joel Schumacher – Batman & Robin |
| Schlechteste Regie                                                        | Kevin Costner | Oliver Stone – U-Turn – Kein Weg zurück (U Turn)                                                                                        |
| Schlechtestes Drehbuch                                                    | | Eric Roth und Brian Helgeland – Postman (The Postman)                                                                                   |
| Schlechtestes Drehbuch                                                    | Hans Bauer, Jim Cash und Jack Epps junior – Anaconda                                                                | |
| Schlechtestes Drehbuch                                                    | Akiva Goldsman – Batman & Robin                                                                                     | |
| Schlechtestes Drehbuch                                                    | David Koepp – Vergessene Welt: Jurassic Park (The Lost World: Jurassic Park)                                        | |
| Schlechtestes Drehbuch                                                    | Randall McCormick und Jeff Nathanson – Speed 2                                                                      | |
| Schlechtester Newcomer                                                    | | Dennis Rodman – Double Team |
| Schlechtester Newcomer                                                    | die animatronische Anaconda – Anaconda                                                                              | |
| Schlechtester Newcomer                                                    | Tori Spelling – Wer hat Angst vor Jackie-O.? (The House Of Yes) und Scream 2                                        | |
| Schlechtester Newcomer                                                    | Howard Stern – Private Parts                                                                                        | |
| Schlechtester Newcomer                                                    | Chris Tucker – Das fünfte Element (The Fifth Element) und Money Talks – Geld stinkt nicht (Money Talks)             | |
| Schlechtester Song                                                        | | Jeder Song aus Postman (The Postman) – Jeffrey Barr, Glenn Burke, John Coinman, Joe Flood, Blair Forward, Maria Machado und Jono Manson |
| Schlechtester Song                                                        | Fire Down Below aus Fire Down Below – Steven Seagal und Mark Collie                                                 | |
| Schlechtester Song                                                        | How Do I Live aus Con Air – Diane Warren                                                                            | |
| Schlechtester Song                                                        | My Dream aus Speed 2 – Orville Burrell, Robert Livingston und Dennis Haliburton                                     | |
| Schlechtester Song                                                        | The End Is the Beginning Is the End aus Batman & Robin – Billy Corgan                                               | |
| Kategorien                                                                | Nominierte | |
| Rücksichtsloseste Missachtung von Menschenleben und öffentlichem Eigentum | | Con Air |
| Rücksichtsloseste Missachtung von Menschenleben und öffentlichem Eigentum | Batman & Robin | |
| Rücksichtsloseste Missachtung von Menschenleben und öffentlichem Eigentum | Vergessene Welt: Jurassic Park (The Lost World: Jurassic Park)                                                      | |
| Rücksichtsloseste Missachtung von Menschenleben und öffentlichem Eigentum | Turbulence | |
| Rücksichtsloseste Missachtung von Menschenleben und öffentlichem Eigentum | Volcano | |